# Уједињење покрајинских српских цркава и успостављање Патријаршије српске 1920.
Уједињење покрајинских српских цркава и успостављање Патријаршије српске 1920. године је догађај који је након 1766. године и укидања Пећке Патријаршије, поново, црквено-административно ујединио православне Србе у једну црквену цјелину.

## Историја
Исход Првог свјетског рата је створио повољне околности за рјешавање свесрпског уједињења. Ратни напори Краљевине Србије крунисани су остваривањем њених ратних циљева прокламованих у Нишу 1915. године: уједињење и ослобођење све наше неослобођене браће Срба, Хрвата и Словенаца. Стварање Краљевства Срба, Хрвата и Словенаца 1. децембра 1918. године била је главна државно-политичка претпоставка да се расцјепкане српске црквене области српског народа уједине у обновљену Српску патријаршију. Православно становништво чинило је релативну већину у новоствореној држави, јер је попис из 1921. године показао да су они били најбројнија вјерска заједница, која је бројала 46,6% укупног становништва.
Од укидање српске самосталне патријаршије са сједиштем у Пећи 1766. године, континуитет српских самосталних (аутокефалних) традиција носиле су Карловачка и Цетињска митрополија. Цетињски митрополити су наглашавали своју приврженост црквеној орхганизацији цјелокупног Српства титулом егзарх трона пећког, што се још јаче нагласило кда је војска Краљевине Црне Горе 1912. године заузела историјски град Пећ и ослободила Метохију. Митрополија Карловачка, као црквено-национално тијело Срба у Хабзбуршкој монархији, од 1710. године је и формално канонски и правно аутономона у односу на патријаршијски пријесто у Пећи. Када односи Аустрије и Турске почињу политички да се заоштравају, а српска црквена организација у Турској пада под утицај Грка фанариота, карловачки митрополити воде своју црквену лађу по сопственом нахођењу, односно митрополија живи својим самосталним животом. Од 1848. њени поглавари носе обновљену и поново успостављену титулу патријарха српског.
Српска национална револуција, покренута 1804. године у крви и зноју, породила је дравну независност и слободу за Кнежевину Србију, увећану 1878. године за четири округа (Нишки, Пиротски, Топлички и Врањски). Територијалним проширивањем Србије растао је обим јурисдикције Београдске митрополије, која је од 1879. године поново постала самостална, добивши канонски отпуст од Цариградске патријаршије.
Црквено-политичка ситуација у српским земљама 1918, у години завршетка Првог свјетског рата, била је сљедећа: црквене традиције старе Пећке патријаршије, насилно укинуте 1766. године, чувале су се у новом виду у Београдској митрополији, Цетињској и Карловачкој митрополији. Приморска владичанства (Далматинско-истријско и Бококоторско-дубровачко-спичанско владичанство) била су под врховном управом буковинског митрополита са сједиште у румунским Черновицама (данас Украјина). Бечка влада је ова српска владичанства неприродно отргла од Сремских Карловаца, да не би долазило до културне и националне интеграције Срба.
Владичанства у Босни и Херцеговини: Херцеговачко-захумско, Сарајевско-босанско, Зворничко-тузланско и Бањалучко-бихаћко, све у рангу митрополије, по обичају Цариградске патријаршије, биле су у аутономном статусу, на основу конвенције аустро-угарске владе и фанара. Владичанства у Старој Србији и Македонији, које су од 1872. године биле у вртлогу националистичких страсти због сукоба егзархиста и патријаршиста, однасно бугарољуба и србољуба, од 1913. у саставу Краљевине Србије, нису од Цариграда добиле канонски отпуст.
Уједињење Српске православне цркве и административни процеси који су то уједињење пратили јасно омеђавају и отварају период у новијој српској црквеној историји, а који је започео послије 1918. године. Уједињење је добро разрађено на четири прелиминарне конференције, одране од 1918. до 1920. године.

## Припремне конференције

### Прва
Прва конферецнија православних владика српских помјесних цркава одржана је 18/31. децембра 1918. у Сремским Карловцима. Закључено је да постоји воља законитих представника српских православних црквених области за уједињењем и на основу тога изриче се потреба да се одмах приступи извршењу тога црквенога уједињења успостављањем Српске патријаршије за уједињење, пошто се са пуним поуздањем очекује да ће и Српска црква у Црној Гори пристати на уједињење, која због краткоће времена и тешких прометних прилика, као и због болести Митрофана Бана, није могла бити заступљена на овом збору владика. Могући разлози за неприсуствовање црногорске делегације на првој конференцији су политичко неслагање краља Николе око начина црквеног сједињења. Он је сматрао да према историјском праву наше цркве једино митрополиту пећком припада право да буде патријарх цјелокупне српске православне цркве. Никола је имао политичке амбиције да он постави српског патријарха у Пећи, јер је црногорска војска претходно ослободилa Метохију.

### Друга
Друга конференција одржана је од 11/24. до 15/28. маја 1919. у Београду. Тада је проглашено духовно, морално и административно јединство свих српских православних црквених области, које ће се јединствено дефинисати и уредити својим путем, када цијели Архијерејски сабор Уједињене Српске Цркве као једно тијело независно (аутокефално) састане под предсједништвом свога Патриајрха. Потом је формиран као извршни орган привремени одбор од пет чланова (Средишњи архијерејски сабор уједињене Српске цркве), који је требало да као централно, ауторитативно тијело представља Цркву до успостављања Патријаршије и Сабора. Митрофан Бан, митрополит Црне Горе, Брда и Приморја је изабран за предсједника средишњег архијерејског сабора српске православне цркве.

### Трећа
На Трећој конференцији, одржаној од 20. новембра/3. децембра 1919. године у Сремским Карловцима, усвојен је нацрт о проглашењу и успостављању Српске патријаршије. Конференција није радила као што је било планирано, с обзиром на то да је митрополит Димитрије био болестан. Преговори са Цариградском патријаршијом трајали су више од шест мјесеци. Окончани су тек када је плаћено 1,5 милион франака накнаде за неисплаћену помоћ. Послије тога је Синод Цариградске патријаршије 19. марта 1920. признао и благословио ваљаност уједињења српских Цркава у једну. Три мјесеца послије признања из Цариграда и државна власт Краљевине Срба, Хрвата и Словенаца признала је тај чин кроз указ који је 17. јуна 1920. године потписао у име краља Петра престолонасљедник Александар I Карађорђевић. У Мемоарима Митрофана Бана је податак да је он предсједавао Трећој конференцији архијереја удружене Цркве, у Сремским Карловцима од 3-15. септембра 1919. године.

### Четврта
Четврта конферецнија, одржана 27. августа/9. септембра 1920. године, прогласила је уједињење Српске православне цркве. Том приликом архијереји су су одлучили да се проглашења успостављања Српске патријаршије обави 30. августа/12. септембра у Сремским Карловцима, на празник Сабора српских светитеља.

## Свечаност уједињења и избор патријарха 1920. године
Министарство вјера је прво свечаност планирала у Београду, у сали Основне школе код Саборне цркве. Састављене су и позивнице за архијереје и планирано је да их се пошаље на њихове адресе. У међувремену је одлучено да свечаност буде у Сремским Карловцима. Министар вјера Тугомир Алауповић обавијестио је 30. августа 1920. године министра војске и морнарице генерала Бранка Јовановића о промјени мјеста одржавања свечаности. Молио га је да одобри потребан број трупа Новосадског гарнизона, који ће направити шпалир на Тргу престолонасљедника Александра у Сремским Карловцима, са војном музиком и артиљеријом, која треба бити смјештена у непосредној околини Карловаца. Тражио је и потребан број војника који би носили заставе, рипиде и чираке на литији, по могућству што мањи растом. На крају је написао да ће се тога дана у свим храмовима Краљевине служити свечана Литургија, па је затражио да службама присуствује официрски кор у парадним одијелима, а војска да ода почаст, правећи шпалир пред црквом.
У склопу припрема прославе Опште одјељење Министарства вјера писало је 6. септембра министру саобраћаја, тражећи да 11. септембра по подне дирекција Винковци припреми у композицији брзога воза посебан вагон за 20 архијереја, који би се од Инђије специјалном локомотивом одвезли у Сремске Карловце. Потом је затражено да се припреми дворски воз за престолонасљедника, који би 12. септермбра 1920. године био тачно у 10 сати на станици у Сремским Карловцима, затим специјални воз за чланове Влде и остале госте да их довезе у 9:10 часова прије подне, и још једна композиција за Београђане. На крају је замољен одговор како би Министарство вјера о свему могло објавити вијести.
Министарство вјера је упутило телеграме угледним државним службеницима као позивницу да присуствују свечаности. Упућени су и телеграми римокатоличким великодостојницима: надбискупу барском Николи Добречићу, надбискупу загребачком Антуну Бауеру и бискупу љубљанском Антуну Јегличу.
За датум свечаности изабран је празник Сабора српских светитеља 30. августа/12. септембра 1920. године. Церемонија је обављен у свечаној пространој дворани Патријаршијског двора у Сремским Карловцима. Дворана је била украшена сликама из новозавјетне и националне историје које су израдили Паја Јовановић, Ђорђе Крстић и Урош Предић. Такође, биле су изложене старине српске историје: Мирослављево јеванђеље, Јеванђеље из Дечана, Јефимијин покров за кивот Светог кнеза Лазара, крст цара Душана из Високих Дечана и пехар кнеза Лазара, што је све требало да подсјети на стару српску славу и допринесе узвишености тренутка.
Митрополит београдски и архиепископ цијеле Србије Димитрије Павловић изабран је за патријарха уједињене Српске православне цркве 15/28. септембра 1920. године на засједању Светог архијерејског сабора. Влада није прихватила овај начин избора патријарха, него је 23. октобра 1920. издала Уредбу о избору првог српског патријарха обновљене Српске православне цркве.
Уредбом је било предвиђено знатно учешће свјетовних лица у избору патријарха и коначна потврда од стране краља. Истог дана објављена је и Уредба о Српској патријаршији, која је имала свега пет чланова. Изорни сабор састао се 12. новембра/30. октобра и поново је у Саборној цркви у Београду изабрао за патријарха Димитрија Павловића, архиепископа београдског и митрополита Србије. По избору патријарха, у току децембра 1920. донета је Уредба о централизацији управе и судства у Српској патријаршији (измјењена и допуњена 1921), као и Уредба о Светом Архијерејском Синоду. За врховну црквену власт и СПЦ предвиђени су Синод, Сабр, Велики духовни суд и Велики правни савјет Патријаршије.

## Томос Цариградске патријаршије 1922. и устоличење патријарха Димитрија у Пећкој патријаршији 1924. године
Српска патријаршија је у јуну 1921. године послала нотификацију о своме проглашењу Цариградској патријаршији. Свети Синод Цариградске патријаршије разматрао је на сједницама од 10. и 17. фебруара 1922. новонастало стање у Српској православној цркви, а нарочито питање о признању припадности македонских владичанстава уједињеној српској цркви, затим признавање архиепископу београдском и митрополиту Србије Димитрију патријаршијско достојанство, тј. признање уздигнућа српске уједињене цркве на ранг Патријаршије.
Делегација Цариградске патријаршије је отпутовала у Београд са Канонским (мирсним) писмом патријарха Мелетија IV. Поред тог писма делегација доноси и Томос о присаједњињењу владичанстава која су раније била под јурисдикцијом Цариградске патријаршије. Синод СПЦ је примио у свечаној дворани Патријаршије у Београду 19. марта/1. априла 1922. од изасланика Цариградске патријарпије митрополита амасијског Германа Томос бр. 1149 од 19. фебруара 1922. године, којим се признаје одвајање од Цариградске патријаршије и присаједињење Српској цркви сљедећих владичанстава: Скопског, Рашко-призренског, Велешко-дебарског, Пелагонијског, Преспанско-охридског, Полеанског, једног дијела митрополије Воденске, Струмичког, Дабро-босанског, Херцеговачко-захумског, Зворничко-тузланског и Бањалучко-бихаћког и присаједињење аутокефалних цркава: Карловачке, Црногорскe и два далматинска владичанства: Бококоторско-дубровачког и Далматинско-истријског са православном црквом Србије у једну: аутокефалну Уједињену Српску православну цркву Краљевине Срба, Хрвата и Словенаца.
Читање томоса Цариградске патријаршије 2. априла 1922, што је потврђено и краљевим указом, владичанства у јужној Старој Србији и Македонији су укључена у Српску православну цркву, као дио српских области. Свети архијерејски сабор је тада донио одлуку да се Скопско, Цетињско и Сарајевско владичанство подигну на степен митрополије, а њихове владике да носе титулу митрополита.
Обнављање српске Пећке патријаршије послије Првог свјетског рата ишло је на афирмацију српских црквено-историјских традиција. Пошто се од краја 1920. године административно сједиште цркве налази у Београду, наметала се потреба свечаног чина устоличења у самој историјској Пећи (српском Цариграду, по епској традицији). Такав чин би пружио видљив доказ везе између некадашње и садашње (обновљене) Патријаршије. Чедомир Марјановић је о томе записао да је главни повод за тај чин узет факт што су патријарси били и архиепископи пећки, па како поштовање према традицијама прошлости налаже да се приликом обнављања Патријаршије отпочне оданде, гдје се некада стало, то као завршни чин обнављања патријаршије имало је да буде устоличење новога патријарха у Пећи.
Устоличење патријарха Димитрија је обављено четири године након његовог избора, с обзиром да је Цркви требало времена да се консолидује након уједињења српских помјесних црквених области у један устројен организам. Устоличење је брижљиво планирано и спроведено уз потпору државних власти. Патријарх је на свечаност устоличења кренуо из Београда пут Пећи 24. августа 1924. године. Успут је каноснка посјета извршена и за ова мјеста: Ниш, Сурдулица, Скопље, Урошевац, Приштина и Косовска Митровица. Свети Архијерејски Сабор је засједао у Пећкој патријаршији 26-27. августа, а чин устоличења је у литургијском смислу започео празничним беднијем коме су присуствовали краљ Александар и краљица Марија Карађорђевић.